# Hetaeria oblongifolia
Hetaeria oblongifolia är en orkidéart som beskrevs av Carl Ludwig von Blume. Hetaeria oblongifolia ingår i släktet Hetaeria och familjen orkidéer. Inga underarter finns listade i Catalogue of Life.